# Mihnea, o Mau
Mihnea I, cognominado O Mau (Fevereiro de 1462- 12 de Março de 1510) foi Príncipe da Valáquia  entre 9 de Maio de 1508 e 12 de Outubro de 1509.

## Biografia

### Origens familiares, primeiros anos e subida ao trono
Mihnea nasceu em Fevereiro de 1462, como filho de Vlad III, o Empalador e da sua primeira esposa Cneajna Báthory.
Logo após a morte do pai, a 14 de dezembro de 1476, com 14 anos, Mihnea tentou ambiciosa e desesperadamente suceder-lhe diretamente. Organizou diversos motins com o apoio dos boiardos que haviam apoiado o seu pai, mas sem sucesso. O trono foi primeiramente para Bassarabe o Velho, dos Dăneşti, que governava já pela quinta vez. Porém fora expulso do trono em 1477 pelo sobrinho, Bassarabe IV da Valáquia, que passava a governar pela segunda vez. Bassarabe IV enfrentou várias investidas de usurpação, mas não as de Mircea III (1480) e Vlad IV (1481). Bassarabe acabava sempre por regressar ao trono. Após a morte deste, Vlad, o Monge toma o poder pela segunda vez, e consegue algo pouco atingível para a política valaquiana da época: fazer-se suceder pelo filho, Radu IV o Grande (aliás primo direito de Mihnea, visto que era filho de Vlad IV, por sua vez meio-irmão de Vlad, o Empalador), após a sua morte em Novembro de 1495. Mihnea, infelizmente, não havia sido alvo do mesmo privilégio.
Subiu finalmente ao trono a 9 de maio de 1508, duas semanas após a morte do seu primo direito, a 23 de abril. O seu tato para governar era muito idêntico ao do seu pai: era um grande defensor do Cristianismo, querendo, para isso, uma Europa livre das ameaças e suseranias do Império Otomano. Iria sofrer, por isso, destino idêntico ao do seu pai, contribuindo também para isso a corrupção nas camadas superiores do governo. 

### Governo, fuga e abdicação
Mihnea conduziu uma política em detrimento da autoridade boiarda, que dizimou. Há crónicas que o acusam de atrocidades incomparáveis. Mihnea foi conhecido como O Mau, pelas suas óbvias e cruéis atitudes. Um dos seus maiores inimigos, Gavril Protul, um monge cronista, refere algumas delas: "À medida que Mihnea começou a governar, abandonou as suas roupas humildes (...) Prendeu todos os grandes boiardos, pô-los a trabalhar arduamente para a sua pessoa, confiscou as suas propriedades, e chegou mesmo a dormir com algumas das suas mulheres. Cortou narizes e lábios a alguns, outros foram enforcados e outros afogados." 
Devido a tudo isto, os boiardos sobreviventes começaram a retaliar. Perante tal afronta, Mihnea fugiu, em Setembro de 1509, para o sul do Danúbio, deixando, com toda a sua pressa, um país irado. Os boiardos, após a fuga de Mihnea, pediram ao Sultão que intercedesse a favor de Vlad, o Jovem, meio-irmão de Radu IV o Grande. Sentindo o perigo da sucessão, e possivelmente não querendo que o seu filho, Mircea Miloș, enfrentasse o que ele próprio enfrentara para obter o trono, abdica para o filho a 12 de Outubro desse ano. Permaneceu no país até Janeiro de 1510, quando a família Craioveşti, que se juntou ao exército otomano, cruzou o Danúbio. 

### Últimos anos e morte
Mihnea estabeleceu-se com a família em Sibiu, na Transilvânia. Viu ainda a deposição do filho, Mircea IV Miloș, em 1510, que se lhe juntou com a respetiva família. Mihnea foi assassinado à porta da igreja local, a 12 de Março de 1510. Tendo-se convertido ao catolicismo, foi sepultado na igreja à porta da qual morrera.

## Casamento e descendência
Mihnea I desposoupela primeira vez, antes de 1480, Smaranda (f. 1485, de quem teve:
- Mircea Miloș (antes de 1480 - depois de 1534), Príncipe da Valáquia, deposto em 1510;
- Miloș, (1480- 1519), foi assassinado em Constantinopla asob as ordens do Sultão.

Casou-se pela segunda vez, após 1485. com Voica de Izvorani (f. após 1510) de quem teve:
- Ruxandra (após 1485 - c. 1517), casou-se em 1511 com o boiardo Dragomiro, e novamente a 15 de Agosto de 1513, com o Príncipe Bogdano III da Moldávia.